# Gerrit Rietveld
Gerrit Rietveld (24. června 1888 Utrecht – 25. června 1964 Utrecht) byl nizozemský architekt a designér.

## Život
Jeho první designérské práce vznikly v období popularizace designérského hnutí De Stijl, které vzniklo v jeho rodném Nizozemsku. V roce 1919, se stal členem De Stijl a později též jejím architektem. Jedno z jeho děl – Dům Rietvelda a Schröderové – je zapsáno na seznamu světového dědictví UNESCO. Jeho nejproslulejším designérským výtvorem ve stylu neoplasticismu je Červenomodrá židle – v Česku je zastoupena ve veřejných i soukromých sbírkách.